# Xenodon rabdocephalus
Xenodon rabdocephalus är en ormart som beskrevs av den tyske upptäcktsresanden och zoologen Maximilian zu Wied-Neuwied 1824. Xenodon rabdocephalus ingår i släktet Xenodon, och familjen snokar.

## Underarter
Arten delas in i följande underarter:
- X. r. mexicanus
- X. r. rabdocephalus

## Utbredning
X. rabdocephalus är en art som förekommer i södra Mexiko, Guatemala, Belize, Honduras, El Salvador, Costa Rica och Panama, vidare i norra Sydamerika i Colombia, Venezuela, Guyana, Surinam, Franska Guyana, Ecuador Peru, Bolivia och Brasilien.